# Arisia Rrab
Arisia Rrab es una superheroína ficticia de cómics que aparece en publicaciones de la editorial estadounidense DC Comics, generalmente aquellas que presentan al Green Lantern Corps, una fuerza policial intergaláctica de la que es miembro. Arisia es una extraterrestre humanoide con piel, cabello y ojos de color amarillo dorado, y orejas elfas puntiagudas.
Arisia lleva el nombre del planeta Arisia en las novelas de Lensman de E. E. Smith. Junto con Eddore de Tront, fue creada por el escritor Mike W. Barr como una punta del sombrero a la innovadora serie de su miniserie Tales of the Green Lantern Corps en 1981. Su apellido es "Barr" escrito al revés (tenga en cuenta que su apellido fue agregado más tarde, no por el creador Barr).

## Historial de publicaciones
Arisia Rrab apareció por primera vez en Tales of the Green Lantern Corps # 1 y fue creada por Mike W. Barr, Len Wein y Joe Staton. Ella es asesinada en Guy Gardner: Warrior # 43 (junio de 1996). El escritor Beau Smith declaró: "DC la quería muerta. Fue parte de su deconstrucción de los Green Lanterns en ese momento. Mi intención era matarla y traerla de regreso con poderes que no tenían nada que ver con el GL Corps".

## Biografía ficticia

### Green Lantern Corps
Arisia es originaria del planeta Graxos IV. Su padre, Fentara, sirvió como Green Lantern del Sector 2815. En Blackest Night: Tales of the Corps #3, se revela que (en un caso raro) todos los Green Lanterns que preceden a su padre pertenecen a su linaje también. Después de que su padre se encuentra con su desaparición mientras sirve al Cuerpo, su tío Blish es el siguiente elegido para servir como Linterna de su sector. Blish también finalmente da su vida sirviendo al Cuerpo y Arisia es seleccionada como su reemplazo en su próximo cumpleaños, convirtiéndola al menos en el quinto miembro de la familia en servir como Green Lantern. Originalmente, se representa a Arisia asumiendo el papel de Green Lantern cuando aún era una adolescente.
Arisia aparece por primera vez en Tales of the Green Lantern Corps # 1 (mayo de 1981) como parte de un gran grupo de Green Lanterns enviados para frustrar a Krona y Nekron. Ella, Katma Tui, Salaak, Ch'p (que se refiere a ella como la "gran monada") y Kilowog se trasladan a la Tierra después de Crisis on Infinite Earths. Una vez allí, adopta la identidad secreta de Cindy Simpson y rediseña los uniformes del equipo para reflejar mejor sus personalidades individuales. Arisia aparece por primera vez como enamorada de Hal Jordan, el Linterna Verde del Sector 2814, quien finalmente responde a sus sentimientos. Después de estar estacionada en la Tierra con Jordan y confrontada con su diferencia de edad, inconscientemente usa su anillo de poder para envejecer a sí misma para que ella y Jordan puedan estar juntos. Más tarde, Arisia se encuentra entre varios Linternas Verdes que pierden sus poderes debido a una interrupción en la Batería Principal en el planeta Oa (la fuente de la cual los Linternas Verdes obtienen su poder). Sin embargo, Arisia decide quedarse en la Tierra con su novio Hal y seguir una carrera como modelo. Su relación se vuelve tensa a medida que se adaptan a los cambios que afectan al Cuerpo, lo que eventualmente los lleva a separarse.

### Impotente
Después de su ruptura con Hal Jordan, con quien se había acostado varias veces, Arisia comienza a desarrollar su amistad con Kilowog. Durante una visita, un golpe accidental en la cabeza hace que pierda la memoria y vuelva a su mentalidad de 13 años. Busca a la única persona que cree que puede ayudarla: Hal Jordan. Ella regresa a Ferris Aircraft, desesperada por encontrar a Jordan, y (luego de un ataque del Nuevo Guardian Floro) se reúne con él. Después de un corto tiempo, sus recuerdos comienzan a regresar lentamente, pero todavía no está lista para la responsabilidad de ser una Linterna Verde nuevamente. Aunque inicialmente se ofrece a regresar al Cuerpo como respaldo de Hal, como Guy Gardner y John Stewart, la idea es rechazada.
Con el tiempo, sus recuerdos regresan por completo y busca la ayuda de Guy Gardner para encontrar a Kilowog desaparecido. Arisia se ofrece a ir a Oa con Gardner y la Liga de la Justicia: Task Force, ya que su conocimiento de Oa sería una ventaja para el grupo. Gardner la rechaza debido a que su falta de poderes es más un obstáculo que una ayuda. Después de su rechazo, Arisia regresa armada hasta los dientes y exige unirse a ellos. En Oa, descubren los restos esqueléticos de Kilowog y son atacados por Hal Jordan. Sobrevive al ataque y, al regresar a la Tierra, comienza a trabajar en el nuevo bar de Gardner: Warrior's. El día de la inauguración, Arisia se entera de la supuesta muerte de Hal Jordan por Kyle Rayner; aunque no pasa mucho tiempo antes de que llegue Jordan, lo que demuestra que el rumor es falso. Él cambia a Arisia de nuevo a su disfraz de Green Lantern y se ofrece a devolver las cosas a la forma en que estaban. Arisia argumenta que las cosas han cambiado y que él no es el hombre que alguna vez fue, y le pide que se vaya.
Mientras trabaja en Warrior's, Arisia se hace amiga de Buck Wargo y Desmond Farr (también conocido como Tiger-Man). Más tarde se unieron a Lead de los Hombres de Metal y una Lady Blackhawk perdida en el tiempo, actúan como gorilas, luchando contra varios villanos que atacan el bar. A veces son asistidos por Wildcat, miembro de la Sociedad de la Liga de la Justicia. Arisia demuestra habilidades curativas mejoradas.

### Asesinada
Una mujer misteriosa con vínculos con la organización igualmente enigmática conocida solo como "el Quórum" intenta lanzar un hechizo sobre Guy Gardner y hacerse con el control de sus acciones. Debido a la ayuda de Verona, que ha jurado proteger al Guerrero, Guy escapa del alcance de su asaltante. En medio del conflicto, Fuerza Mayor ya resucitado también llega buscando a Verona. Aunque fracasó, está muy feliz de prescindir de cualquiera de los aliados de Guy con los que se cruza. Arisia, que no estaba preparada para un ataque de Fuerza Mayor, muere asfixiada a pesar de los intentos de defenderse. Después de la derrota de Arisia, Fuerza Mayor llama a Guy Gardner entregándole una foto de ella. En la pelea que siguió, Gardner lo mata. En su funeral, Hal Jordan (nuevamente en su disfraz de Parallax), aparece junto a Guy Gardner para dar sus últimos respetos a la mujer que una vez amó. Antes de irse, crea un holograma verde flotante de Arisia sobre su cuerpo.

### Resurrección y más allá
Después de recuperar su estado de Green Lantern, Hal Jordan viaja al mundo natal de los Manhunters, Biot, con Guy Gardner. Allí descubren docenas de Linternas Verdes faltantes (incluidos los que Hal había dejado por muertos durante "Emerald Twilight") en animación suspendida que se mantienen como baterías para alimentar al Cyborg Superman y los Manhunters revisados. Hal despierta a varios de los Green Lanterns, pero ellos lo atacan, creyendo que sigue siendo su enemigo. Encuentra a Arisia inconsciente y acurrucada en la pared de una caverna y la libera. El Cyborg Superman revela que después de que Arisia fuera asesinada por Fuerza Mayor y enterrada, las habilidades curativas naturales de su especie la revivieron bajo tierra. Henshaw envió a sus Manhunters para recuperarla y llevarla a Biot. Completamente restaurada, Arisia lucha al lado de Hal, ayudándolo a destruir el planeta. Aunque la relación entre los dos nunca se restablece, sí comparten un beso.
Se mostró a Arisia luchando contra el Sinestro Corps en Oa junto con Kilowog y muchos de los miembros novatos del Corps. Los Guardianes la colocan en una posición de supervisión sobre Sodam Yat, el Linterna Verde de Daxam, ya que se predice que será una parte importante de la supervivencia del Cuerpo. Arisia inicialmente tiene dificultades en este papel ya que Yat tiende a ignorar las órdenes. Arisia, junto con la mayoría del Cuerpo, participa en la Guerra de los Sinestro Corps en todo el universo, que incluye varias batallas importantes en su antiguo hogar: la Tierra.

### Sodam Yat
Tras los eventos de la historia de 2007 "Guerra de los Sinestro Corps", Arisia continúa asociándose con Sodam Yat, ahora el anfitrión de la entidad Ion. Han estado trabajando para liberar a Daxam de Mongul y su facción del Sinestro Corps. Solo tienen éxito cuando Sodam se sacrifica al entrar en el sol de Daxam y volverlo amarillo. A su regreso a Oa, Arisia encuentra el planeta invadido por Black Lanterns, con los cadáveres reanimados de su familia entre ellos.
Después de la historia de 2011 "Blackest Night", Arisia visita la sala de reuniones donde reprende a los Guardianes por la muerte de Sodam, y los Guardianes implican a Scar como responsable. Arisia experimenta una pesadilla que la lleva a creer que Sodam aún puede estar vivo.
Antes de la historia de la "Guerra de los Linternas Verdes" de 2010, Krona elimina a Sodam de la estrella de Daxam para extraer la entidad Ion. Arisia convence a Guy de que se detenga en Daxam para buscar a Yat, ya que están en una misión para descubrir qué está agotando el poder de todos los cuerpos de linternas. Yat ha caído en manos de Daxam. El cuerpo de Sodam, aún inconsciente, es llevado por dos niños y escondido de los otros Daxamitas. Sodam despierta en una caverna, rodeado de muchos daxamitas que lo reverencian por su sacrificio. Le revelan que su padre y el resto de la sociedad Daxam desean encontrarlo y arrojarlo de nuevo al sol para que puedan recuperar sus poderes. Convencido de que su supervivencia se debió a la intervención divina, Sodam declara que, antes de que Daxam pueda ser limpiado de su xenofobia, el resto del universo debe convertirse en un lugar mejor. Él guía a sus seguidores en un viaje para "hacer que los Guardianes paguen por sus pecados". Mientras está en esta peregrinación, Sodam es emboscado por el señor de la guerra telepático Zardor, quien luego lo hace atacar a Guy Gardner haciéndole creer que Guy es un Guardián. Sin embargo, cuando Arisia y Kilowog logran romper el control de Zardor sobre Sodam, huye usando a Sodam como su guardaespaldas personal. Las últimas palabras de Zardor para el cuerpo son: "Disfruten la guerra". Mientras esto sucede, Arisia, Guy Gardner y Kilowog descubren cuál es la fuente de la energía robada de los Lantern Corps. Arisia no ve a Yat, pero Gardner le dice que Yat está bajo el control de Zardor.
Más tarde, Jordan, John Stewart le confía a Arisia una misión diplomática en el mundo natal de Lantern Jruk en un esfuerzo por detenerlos de una alianza con el brutal y asesino Khund. Esta "diplomacia", que es en su mayoría un honorable combate cuerpo a cuerpo de Jruk, es saboteada por los Durlan, cambiadores de forma que han declarado la guerra a los Linternas.
Un grupo de Linternas, incluida Arisia, trabaja para rescatar a un ser misterioso que saben que había sido torturado por sus enemigos, los Durlan. Después de una larga pelea, encuentran que el prisionero es Sodam Yat. Rrab se ofrece como voluntario para luchar cuando las acciones de los 'Nuevos Dioses' ponen en peligro a todos los portadores del anillo.

## Poderes y habilidades
Como Green Lantern, Arisia es capaz de proyectar construcciones basadas en energía, volar y utilizar varias otras habilidades a través de su anillo de poder que solo están limitadas por su imaginación y fuerza de voluntad.

## Otras versiones
Una versión alternativa de Arisia aparece en Green Lantern: Earth One. Ella es la descendiente de un Green Lantern fallecido hace mucho tiempo también llamada Arisia, y el heredero del anillo de poder de su antepasado. Ella es la líder de un grupo rebelde contra los Manhunters que se esconde en un mundo distante. Hal Jordan y Kilowog la rastrean en busca de ayuda para luchar contra los Manhunters que atacan el mundo natal de Kilowog, pero ella se niega. Sin embargo, más tarde responde a la llamada de socorro de Jordan y participa en la recuperación de la Batería de Poder Central, y lidera a los Lanterns para rescatar a los esclavos en las minas de Oa. Después de la batalla, es elegida líder del revitalizado Green Lantern Corps.

## En otros medios

### Televisión
- Arisia Rrab hizo una aparición menor en el episodio de Superman: la serie animada, "In Brightest Day".[24]
- En el episodio de Liga de la Justicia Ilimitada, "The Return", Arisia puede ser vista brevemente como un miembro del Green Lantern Corps que protege el planeta Oa.[25]
- Arisia Rrab hizo apariciones sin hablar en Batman: The Brave and the Bold.
- En el episodio de Duck Dodgers, "The Green Loontern", se puede ver a Arisia Rrab volando brevemente detrás de Hal Jordan.

### Película
- Arisia Rrab aparece en Green Lantern: First Flight, con la voz de Kath Soucie.
- Arisia Rrab aparece en Green Lantern: Emerald Knights, con la voz de Elisabeth Moss. En la película, Arisia aprende sobre la historia del Green Lantern Corps (específicamente con respecto a Avra, Kilowog, Laira, Mogo y Abin Sur) contada por Hal Jordan y sus compañeros Green Lanterns.
- Arisia Rrab hace un cameo en Justice League Dark: Apokolips War.

### Videojuegos
- Arisia Rrab aparece en Batman: The Brave and the Bold (videojuego). A diferencia de su breve aparición en la serie de televisión, tuvo un papel de oradora en el juego, con la voz de Grey DeLisle.[26]